# John Dowland
John Dowland (n. 2 ianuarie 1563, Londra, Regatul Angliei – d. 1/februarie 1626, Londra, Regatul Angliei) a fost un compozitor, poet, cântăreț și lautist englez din Epoca Elisabetană, autor a 87 melodii  cu acompaniament de lăută și a altor compoziții vocale și instrumentale.
A devenit binecunoscut prin cântece impregnate de tristețe, ca de pildă "Flow my tears", "Come, heavy sleep", "Come Again, Sweet Love", ''In darkness let me dwell". Muzica lui instrumentală, ca și cea vocală, au devenit din nou foarte populare în secolul al XX-lea.

## Anii de tinerețe
Născut în 1563, probabil la Londra, John Dowland a fost un contemporan al lui Sweelinck și al lui Shakespeare. Nu se știe nimic despre originea sa, despre anii săi de copilărie și tinerețe. În anul 1580 se afla în slujba lui Sir Henry Cobham, ambasadorul Angliei la curtea Franței. În acea perioadă el a trecut la catolicismul roman.
Prin 1584 s-a întors în Anglia, unde s-a căsătorit și apoi, în 1588, la 52 ani, împreună cu Thomas Morley a dobândit titlul de bacalaureat în muzică la Colegiul Christ Church al Universității Oxford. După șase ani îl găsim candidând fără succes la postul de lautist la curtea reginei Elisabeta I (în locul rămas vacant după moartea lui John Johnson) după care a luat calea Romei pentru a lua lecții de la vestitul compozitor de madrigaluri și lautist Luca Marenzio. În drum a vizitat mai multe curți princiare germane - cea a ducelui de Braunschweig-Lüneburg la Wolfenbüttel și cea a landgrafului Moritz de Hessa, la Kassel. Ajuns în Italia, după ce a traversat Alpii, a vizitat Veneția, Padova, Florența, Genova, Ferrara etc. La Florența,unde l-a cunoscut pe Giulio Caccini, a găsit un cerc de emigranți catolici englezi care conspirau împotriva reginei Elisabeta, dar s-a ferit de a colabora cu ei. După această experiență tulburătoare, pe care a relatat-o într- o scrisoare adresată lui Sir   Robert Cecil, el a preferat să renunțe la ideea întâlnirii cu Marenzio și să ia degrabă drumul îndărăt spre patrie, făcând o oprire la Nürnberg. Se pare că în 1596 s-a aflat din nou în Anglia.

## Continuarea carierei muzicale în Anglia și Danemarca

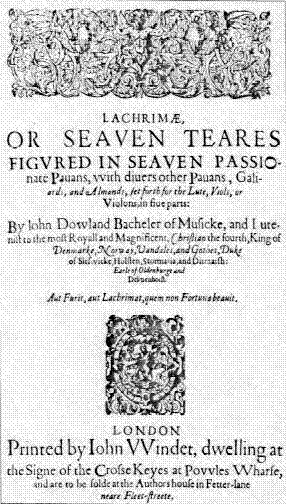
Lachryme de Dowland, ediţia din 1605

În 1597 a publicat prima culegere de cântece The First Booke of Songes, lângă titlul căreia, autorul se prezenta ca „licențiat in muzică al ambelor universități” - adică Oxford și Cambridge. În anii 1598-1606 Dowland a ocupat un post de lautist la curtea regelui meloman al Danemarcei, Cristian al IV-lea, care i-a oferit un salariu generos  - 500 taleri pe an, ceea ce l-a făcut să fie unul din slujbașii cei mai bine plătiți de la curtea daneză. 
Cu toată cinstea de care se bucura, Dowland nu era cel mai disciplinat salariat, el prelungindu-și adesea concediile petrecute în patrie, cu ocazia publicării unora din compoziții, pentru achiziționarea unor instrumente muzicale sau din alte motive. De asemenea se pare că excesele în băutură ale monarhului danez i-au pricinuit nu o dată neplăcere. La un moment dat, în anul 1606 el a fost concediat și a revenit în Anglia sărac lipit, în urma acumulării a numeroase datorii.

## Ultimii ani în Anglia
În primii ani ai secolului al XVII-lea Dowland a simțit ca nu este apreciat în Anglia la adevarata sa valoare, mulți din muzicienii contemporani considerându-l „demodat”. Pe deasupra s-a văzut antrenat într-o de lungă dispută cu violistul Tobias Hume care vedea în viola da gamba instrumentul ideal însoțitor al vocii umane. 
Din anul 1612 și până în ultima zi de viață Dowland a fost lautist la curtea regelui James I al Angliei . Din anul 1621 lumea a început să i se adreseze ca "doctorului Dowland". Totuși, nu este clar unde și în ce împrejurări ar fi putut primi compozitorul un asemenea titlu academic. În această ultimă perioadă a compus puține lucrări. Ultima creație, A Pilgrimes Solace e considerată o mărturie a restrângerii inspirației sale creative. Cea din urmă producere în public a muzicianului a fost, după mărturiile existente, când a cântat la funeraliile regelui James la 1 mai 1625.
Nu se știe data precisă a morții sale. A primit ultimul salariu pe 20 ianuarie 1626 și a fost înmormântat la  St Ann's, Blackfriars , la 20 februarie 1626.

## Viața particulară
John Dowland a fost căsătorit și a avut mai mulți copii, așa cum a menționat într-o scrisoare către Sir Robert Cecil. Însă, în vremea călătoriilor prin Europa și când a găsit de lucru pe continent el a trăit lungi perioade departe de familie.
Fiul său, Robert Dowland, a fost si el muzician și a lucrat o vreme în serviciul primului conte de Devonshire. După moartea tatălui său, i-a moștenit slujba de lautist al curții.
Multe din lamentațiile personale, și tonul de amărăciune ale multor afirmații ale lui John Dowland, sugerează că melancolia muzicii și textelor pe care le-a scris, deși păreau să corespundă unui gust al epocii („melancolia elisabetană”), își aveau rădăcina în propria sa personalitate și în propriile sale frustrări.
El însuși și-a spus “Semper Dowland, semper Dolens” („Mereu Dowland, mereu îndurerat”). Mai precis, prin acest joc de cuvinte Dowland și-a intitulat o compoziție care concluzionează o buna parte din opera sa.

## Muzica sa
Cea mai mare parte a creației lui Dowland a fost compusă pentru instrumentul sau, lăuta. Ea cuprinde mai multe cărți de muzica pentru lăută solo, cântece pentru voce și lăută, part-songs cu acompaniament de lăută, și câteva piese pentru violă și lăută.
Foarte cunoscut a devenit cântecul trist Flow My Tears., a carui primă strofă sună astfel: 
„Flow, my teares, fall from youre springs,

Exiled for ever, let mee mourn
Where night's black bird hir sad infamy sings,

There let mee live forlorn”
.Ulterior Dowland a mai compus o lucrare instumentală Lachrimae sau Seaven Teares Figured in Seaven Passionate Pavans, formată  din șapte piese pentru cinci viole și lăută, fiecare fiind bazată  pe melodia acestui cântec. Ea a devenit una din cele mai vestite lucrări pentru ansambluri instrumentale (consort music) din epoca sa.
Pavana sa Lachrymae antiquae a devenit și ea unul din „șlagărele” secolului al XVII-lea.

## Moștenirea muzicală
Mulți muzicieni de mai târziu au fost inspirați de muzica lui Dowland.
Cântecul său, Come Heavy Sleepe, the Image of True Death, a inspirat lucrarea lui Benjamin Britten, Nocturnal after John Dowland for guitar, compusă în anul 1964 pentru ghitaristul Julian Bream. Această creație cuprinde opt variațiuni pe teme din cântec sau din acompaniamentul de lăută, și care se închid prin interpretarea la ghitară a cântecului însuși.
Artiști contemporani au înregistrat din opera lui Dowland.
În anul 1999 tenorul John Potter, lautistul Stephen Stubbs, violonista Maya Homburger în colaborare  cu interpreții englezi de jazz  John Surman și Barry Guy, au înregistrat noi interpretari ale cântecelor lui Dowland în albumul In Darkness Let Me Dwell în cadrul ECM New Series.
Elvis Costello a inclus înregistrarea (împreună cu Fretworks și The Composers ensenble)  cântecului lui Dowland, Can she excuse my wrongs  pe un track bonus din reeditarea albumului său The Juliet Letters.
În octombrie 2006 a fost lansat un disc al companiei Deutsche Gramophone cu albumul cântărețului Sting cu cântece de Dowland, în acompaniamentul de lăută al lui Edin Karamazov, sub titlul Songs from the Labyrinth

## În cultura de mai târziu
- Scriitorul de science fiction Philip Dick, care a fost un admirator al lui Dowland, foloseste muzica de lăută a acestuia ca o temă care se repetă în mai multe romane ale sale. Dick însuși a scris uneori sub pseudonimul „Jack Dowland”.
  - Un roman al său e intitulat „Flow My Tears, The Policeman Said”, după una din cele mai cunoscute cântece ale lui Dowland „Flow My Tears”
  - In romanul The Divine Invasion personajul Linda Fox este o cântăreață pop al cărui repertoriu consistă din remake-uri ale cântecelor lui Dowland.
- Romanul Music and Silence al lui Rose Tremain, își plasează acțiunea la curtea regelui Cristian al IV-lea al Danemarcei, la câțiva ani după plecarea compozitorului, și conține câteva referințe la muzica și personalitatea lui Dowland.
- Alături de Thomas Tallis,  Dowland e pomenit în cântecul I went to a wedding al formatiei Half Man Half Biscuit
- Albumul lui Klaus Nomi Simple Man suprapune în cântecele sale fragmente din muzica lui Dowland.

## Opera

### Muzica vocală
87 cântece acompaniate de lăută - în 5 cărți:
- 1597 First Booke of Songes or Ayres
- 1600  The Second Booke of Songes or Ayres
- 1603 Third and Last Booke of Songes or Ayres
- 1610 A Musicall Banquet
- 1611 A Pilgrimes Solace

### Muzica pentru lăută
- Fantezii
- Mișcări de dans - de tip pavană, galiardă, alemandă, gigă
- Melodii de balade

### Altă muzică instrumentală
- 1604 - Lachrimae or Seaven Tears pentru 5 viole și lăută

### Muzica sacră
- Psalmi și alte lucrări liturgice

## Scrieri
- 1609 - traducerea a tratatului Micrologus al lui Andreas Ornithoparcus, tipărit inițial la Leipzig în 1517